# Szarańcza egipska
Szarańcza egipska (Anacridium aegyptium) – gatunek owada prostoskrzydłego z rodziny szarańczowatych (Acrididae) o długości ciała do ok. 60 mm i rozpiętości skrzydeł do 140 mm. Ma brunatnopopielate ciało oraz charakterystyczne, paskowane oczy. Anacridium aegyptium zamieszkuje Europę, Azję Wschodnią, Afrykę Północną i Południową. Owad kilkakrotnie był zawlekany do Polski, kilkakrotnie zalatywał w fazie stadnej. Jeden z największych nalotów miał miejsce w 1730 roku. Nigdy jednak ten gatunek nie tworzył trwałych populacji na obszarze Polski i nie został zaliczony do fauny Polski.